# Green Day
Green Day — американський панк-рок гурт, заснований 1986 року. Склад: Біллі Джо Армстронг (вокал, гітара), Майк Дернт (бас гітара, вокал), Тре Кул (ударні, перкусії) і (з моменту альбому ¡Uno!) Джейсон Вайт (гітара)
Гурт народився в Каліфорнії. Їхні ранні релізи незалежного записуючого лейбла «Lookout! Records» подарували їм основну базу фанів, які почувалися покинутими, коли гурт підписав контракт з більшим лейблом. Попри це, альбом «Dookie» (1994), записаний під цим лейблом, став таким успішним, що продали понад 10 мільйонів копій у США і 15 мільйонів у всьому світі. В результаті Green Day отримали гарну репутацію, стали поряд з хлопчачими каліфорнійськими панк-групами The Offspring і Rancid, зробили панк-рок популярним у США. Три наступних альбоми — Insomniac, Nimrod і Warning — не були такими успішними, як Dookie, але перші два стали двічі платиновими, а третій — золотим. Рок-опера American Idiot, створена 2004 року, знову підвищила популярність гурту серед молоді, продали 5 мільйонів копій у США. Восьмий студійний альбом гурту «21st Century Breakdown» очікується до виходу навесні 2009 року.
Грін Дей продали понад 84 мільйонів платівок у всьому світі й 22 мільйони в США. Вони виграли п'ять Греммі: Dookie став Найкращим альтернативним альбомом, American Idiot — найкращим рок альбомом, Boulevard of Broken Dreams — Записом Року, а 21st Century Breckdown — другим Найкращим Роковим Альбомом.

## Історія гурту

### Роки формування і Lookout!: 1987—1993
У 1987 році друзі Біллі Джо Армстронг і Майк Дернт, яким тоді було по 15 років, сформували гурт Sweet Children. Перший їхній концерт відбувся 17 жовтня 1987 року в Rod's Hickory Pit у Валейо, Каліфорнія, де працювала мати Армстронга. В 1988 Армстронг і Дернт почали працювати з барабанщиком Джоном Кіфмеєром (також відомим як Ел Собранте), який раніше був ударником гурту Isocracy. Кіфмеєр був одночасно ударником і менеджером гурту, він домовлявся щодо концертів і допомагав гурту розширювати коло прихильників.
Ларрі Лівермор, власник Lookout! Records, побачив їхній концерт і підписав контракт із ними. У 1989 вони записали свій перший EP 1,000 Hours. Перед релізом 1,000 Hours гурт відмовився від назви Sweet Children, згідно зі словами Лівермора, це було зроблено, щоб їх не плутали з іншим гуртом Sweet Baby. Гурт узяв назву Green Day, начебто через їхню пристрасть до маріхуани.
Lookout! випустило перший їхній повноцінний альбом 39/Smooth на початку 1990 року. Green Day записали два мініальбоми того ж року: Slappy і Sweet Children, до останнього з яких ввійшли давніші пісні, які вони записували для інді-лейбла з Мінеаполіса Skene! Records. 1991 року Lookout! Records випустили 1,039/Smoothed Out Slappy Hours — суміш 39/Smooth, Slappy і 1,000 Hours. Наприкінці 1990, одразу після першого туру національних масштабів, Собранте покинув Іст Бей, щоб піти до коледжу. Ударник The Lookouts Тре Кул почав грати як тимчасова заміна, а коли стало ясно, що Собранте не буде грати в гурті, Тре Кул став постійним ударником колективу. Грін Дей гастролювали в 1992 і 1993 роках і трохи виступали в Європі. Продали понад 50 тисяч копій другого повноцінного альбому гурту Kerplunk у США.

### Шалений успіх (1994—1996)
Підпільний успіх альбому Kerplunk зацікавив великі лейбли, і скоро гурт пішов від Lookout! і підписав контракт із Reprise Records, привернувши увагу продюсера Роба Кавалло. Про цей період Армстронг розказував у інтерв'ю журналу Spin в 1999 року: «Я не міг повернутися на панк-сцену, були ми найуспішнішим гуртом чи найгіршим… Все що я міг зробити — це сісти на велосипед і їхати вперед». Після підписання контракту з Reprise, гурт працював над дебютним альбомом мейджор-лейблу Dookie.
Випущений у лютому 1994 і записаний за три тижні, Dookie став комерційно успішним, цьому допомогла велика трансляція по MTV кліпів «Longview», «Basket Case» і «When I Come Around», кожна з цих пісень досягла першого місця в чарті Modern Rock Tracks. Того року Green Day гастролювали з квіркорним гуртом Pansy Division на розігріві. Під час фестивалю Woodstock 1994 охоронець переплутав басиста Майка Дернта з фаном, що вибрався на сцену, і вибив йому декілька зубів. Виступ на Woodstock 1994, переглянутий мільйонами на телебаченні pay-per-view, допоміг пропіарити Green Day і зробити їхній альбом діамантовим. У 1995 році Dookie виграв Греммі за Найкращий Альтернативний Альбом, гурт був номінований на 9 нагород MTV, включаючи Кліп Року.
В 1995 році новий сингл саунтреку «Ангус» вийшов під назвою «J.A.R.» Сингл швидко посів перше місце в чарті Billboard Billboard Modern Rock Tracks. Альбом Insomniac вийшов восени 1995 року. Він був важчим у порівнянні з мелодичнішим Dookie. Критики досить тепло відізвались щодо альбому Insomniac, він заробив 4 з 5 зірок у журналі Rolling Stone. Обкладинка альбому Insomniac — картина Вінстона Сміта під назвою God Told Me to Skin You Alive (Бог сказав мені здерти з тебе шкіру живцем). Були випущені сингли Geek Stink Breath, Brain Stew/Jaded, Walking Contradiction і Stuck With Me. Хоча альбом не був таким успішним, як Dookie, продали 2 мільйони його копій у США. Альбом Insomniac допоміг гурту бути номінованим на звання Улюбленого Виконавця, Улюбленого Хард-Рок Виконавця і Улюбленого Альтернативного Виконавця на American Music Awards 1996 року, а кліп на пісню Walking Contradiction був номінований на звання Найкращого Кліпу, та ще й на звання Найкращих спецефектів на MTV Video Music Awards. Після цього гурт раптом скасував тур по Європі, зсилаючись на виснаження.

### Середній період: 1997—2002

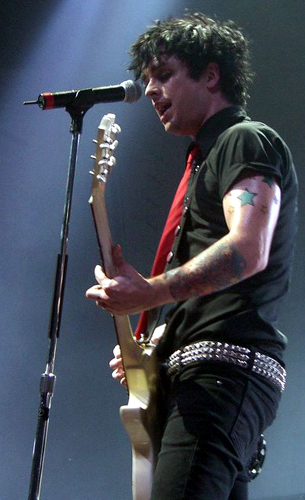
Біллі Джо на концерті у Кардіффі.

Після перерви в 1996 році Green Day починають працювати над наступним альбомом. Перед початком роботи гурт і Кавалло погодилися, що альбом повинен відрізнятися від попередніх. У результаті з'явився альбом Nimrod, експериментальне відхилення від стандартного поп-панку, властивого гурту. Новий альбом бу випущений у жовтні 1997 року. Він являв собою різноманітність музики, від поп-панку, серф-року і ска до акустичних балад. Nimrod увійшов у чарти під номером 10. Успіх пісні Good Riddance (Time of Your Life) забезпечив гуртові нагороду на MTV Video Award за Найкращий Альтернативний Кліп на цю пісню, який зображав людей, підвержених великим змінам у житті, поки Біллі Джо грав на своїй акустичній гітарі. Ця пісня була використана в одній з серій ситкому Seinfeld і в двох серіях серіалу Швидка допомога. Були випущені й ішні сингли з альбому Nimrod: Nice Guys Finish Last, Hitchin' a Ride і Redundant. Гурт з'являвся в серії The Man Who Shot Cane Skretteberg серіалу King of the Hill, яка вийшла в ефір у 1997.
У 2000 році Green Day випустили альбом Warning, який був кроком уперед у порівнянні з Nimrod щодо стилю. Критики по-різному відзивалися на цей альбом. Allmusic дали оцінку 4.5/5 і відізвались так: «Warning — не дуже новаторський сам по собі, але він надзвичайно задовільний». Журнал Rolling Stone був критичнішим, давши оцінку 3 з 5. Хоч пісні Minority і Warning стали хітами, деякі observers прийшли до заключення, що гурт втрачає майстерність, і скоро понизиться їхня популярність. Якщо всі попередні альбоми Green Day стали щонайменше двічі платиновими, то Warning став тільки золотим.
На California Music Awards у 2001 році Green Day виграли всі 8 нагород, на які їх було номіновано. Вони виграли нагороди за Визначний Альбом(Warning), Визначний Панк-рок/Ска Альбом(Warning), Визначний Гурт, Визначний Вокаліст, Визначний Басист, Визначний Ударник, Визначний Композитор і Визначний Виконавець.
Після альбому Warning були випущені збірка найкращих хітів International Superhits! та збірка Бі-сайдів і каверів Shenanigans. International Superhits і колекція кліпів International Supervideos! продавались досить добре, ставши платиновими в США. Shenanigans містили деякі Бі-сайди, включаючи пісню Espionage, яка була використана у фільмі Austin Powers: The Spy Who Shagged Me і номінована на Греммі за Найкращий Інструментальний Рок Виступ.
Навесні 2002 року Green Day зробили Pop Disaster Tour разом із Blink-182. Хоча на афіші гурти стояли поряд, Green Day щоразу виступали раніше за Blink-182, які тоді були успішнішим гуртом. Тур є на DVD Riding In Vans With Boys.

### American Idiot і відновлена популярність: 2003—2006

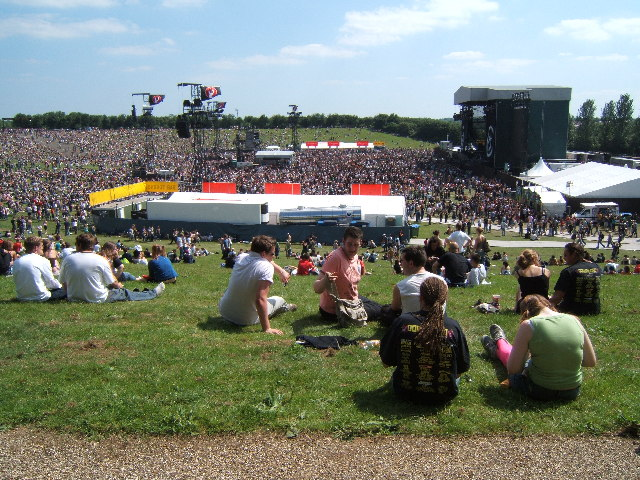
Глядачі на концерті Green Day на трав'яних схилах National Bowl.

Влітку 2003 року група записала на студії матеріал для нового альбому, попередня назва якого була Cigarettes and Valentines. Після запису 20 пісень майстер-диски було вкрадено. Гурт вирішив не відновлювати втрачені пісні, а записати новий альбом. До кінця року Green Day співпрацювали з Іггі Попом над двома треками з його альбому Skull Ring і були підвержені серйозній «терапії гурту» — брали участь у декількох довгих розмовах щоб розібратися в стосунках після звинувачення Дертном і Кулом Армстронга в тому, що він «нацист гурту».
Альбом American Idiot вийшов у 2004 році й посів перше місце у чарті Billboard. Альбом є панк-рок оперою, яка описує подорож видуманого Jesus of Suburbia (Ісус Передмість). American Idiot у 2005 році виграв Греммі за Найкращий Рок-Альбом. На MTV music awards 2005 року гурт виграв 7 нагород з 8, на які був номінований, включаючи бажаної нагороди Вибір Глядача.
Упродовж 2005 року гурту гастролював на підтримку альбому, давши близько 150 концертів — найдовший тур за всю історію гурту. Вони відвідали Японію, Австралію, Південну Америку та Велику Британію, де зібрали 130 000 людей за 2 дні. Під час туру American Idiot вони зняли 2 концерти на Milton Keynes National Bowl в Англії, що було названо Найкращим Шоу на Землі за опитуванням журналу Kerrang!.
Ці записи були випущені на CD і DVD під назвою Bullet in a Bible 15 листопада 2005 року. Цей CD/DVD містив як хіти з альбому American Idiot, так і декілька пісень з усіх попередніх альбомів, крім Kerplunk і 1,039/Smoothed Out Slappy Hours. На DVD ввійшли знімання гурту за кулісами, їхня підготовка до концертів. Останні концерти цього туру були в Сіднеї, Австралія, 14 грудня і в Мельбурні, Австралія, 17 грудня. 10 січня 2006 року гурт здобув нагороду Вибір Людей улюбленого гурту.
1 серпня 2005 року Green Day оголосили, що забрали права на матеріал, записаний до альбому Dookie у Lookout! Records, викликавши виплати за порушення угоди і сварку з іншими гуртами Lookout!. Цей матеріал перевипустили під поточним лейблом гурту Reprise 9 січня 2007 року.
У 2006 році Green Day виграли Греммі за Запис Року за пісню Boulevard of Broken Dreams, яка 16 тижнів залишалася на першому місці Billboard's Modern Rock Tracks. Це рекорд, який вона розділяла з піснею Scar Tissue гурту Red Hot Chili Peppers і піснею It's Been Awhile гурту Staind, доки його не побив хіт The Pretender гурту Foo Fighters у 2007 році, який протримався на вершині 18 тижнів.

### Foxboro Hot Tubs і 21st Century Breakdown: 2007 — сьогодні
Green Day, змінивши назву на Foxboro Hot Tubs, недавно випустили новий альбом під назвою Stop Drop and Roll!!!. В інтерв'ю журналу Kerrang! Біллі Джо сказав, що 2008 рік буде «приблизною датою виходу їхнього нового студійного альбому». У недавньому інтерв'ю з Карсоном Делу вокалістка гурту Garbage Ширлі Менсон сказала, що Батч Віг продюсуватиме альбом Green Day. У жовтні 2008 року Green Day повернулися до студії з Батчем Вігом, щоб почати записувати пісні для нового студійного альбому. Два відео, де показано гурт у студії, були завантажені на YouTube. У розділі Тури на офіційному сайті гурту вивішено повідомлення «World Tour coming soon!» (Світовий тур скоро!). У випуску Alternative Press від 9 грудня було надруковано багато деталей щодо нового альбому. Відповідно до інтерв'ю, Green Day записуються в тій же студії, де записувався альбом American Idiot, Ocean Way Recording у Голлівуді, Каліфорнія. «Цей альбом більш… духовний», ні нього повпливали Боб Ділан, Брюс Спрінгстін, Бітлз та інші. Новий альбом гурту очікується до виходу в травні 2009 року. Біллі Джо Армстронг сказав у інтерв'ю читацькому опитуванню журналу Kerrang!, що в альбомі буде більше павер-попу, ніж панк-року. Новий альбом називатиметься 21st Century Breakdown.

## Музичний стиль і впливи
Музику Green Day часто порівнюють із першими вейв-панк гуртами, такими як: Ramones, The Clash, Sex Pistols, The Jam і Buzzcocks. У більшості їхніх пісень присутні гітара-дисторшн, швидкі й скажені ударні і досить високий бас. Більшість їхніх пісень швидкі й тривають менше 4 хвилин. Біллі Джо згадував, що найбільше на нього вплинули гурти стилю альтернативний рок Hüsker Dü і The Replacements, і цей вплив видно в послідовності акордів у піснях. Green Day зіграли кавер на пісню «Don't Want to Know If You Are Lonely» гурту Hüsker Dü як Бі-сайд у синглі Warning single і використали персонажа Mr. Whirly у своїй пісні Misery, як звернення до однойменної пісні гурту Replacements. Ще на Green Day вплинули Queen і прото-панки The Who. Тексти Армстронга зазвичай описуть відчуження (пісні Jesus of Suburbia, Boulevard of Broken Dreams, Road to Acceptance, Disappearing Boy, Castaway), істерію (Basket Case, Panic Song), дівчат (She, 80, Only of You, Maria, She's a Rebel), виростання (Longview і Welcome to Paradise) і ефекти наркотиків (Geek Stink Breath, Green Day). Гурт The Ramones мав такі ж теми: істерія (Anxiety, Psycho Therapy), відчуження (Outsider, Something To Believe In), дівчата (I Wanna Be Your Boyfriend, Sheena Is a Punk Rocker) і наркотики (Now I Wanna Sniff Some Glue, Chinese Rocks). Green Day грали кавери на кілька пісень Ramones: запис Outsider для альбому-триб'юту We're a Happy Family і виступ з піснями Blitzkrieg Bop і Teenage Lobotomy, коли Ramones були в Rock and Roll Hall of Fame у 2002 році.

## Споріднені проєкти
З 1991 року деякі учасники гурту започаткували проєкти з іншими музикантами. Визначні споріднені проєкти: Pinhead Gunpowder Біллі Джо (який також включає резервного гітариста Green Day Джейсона Вайта), The Frustrators, де Майк Дернт басист, і The Network, де всі 3 члени гурту грають під псевдонімами. Біллі Джо також підтвердив, що члени гурту Green Day також є членами гурту Foxboro Hot Tubs. Альбом Foxboro Hot Tubs під назвою Stop Drop and Roll!!! вийшов 20 травня 2008 року.
Благодійні проєкти, в яких гурт бере участь, включають пісню сумісно з U2 The Saints Are Coming, щоб допомогти зібрати гроші на музичні інструменти, втрачені в урагані Катріна, співпрацю з Natural Resources Defense Council для кампанії «Move America Beyond Oil» [Архівовано 27 вересня 2011 у Wayback Machine.] та інших екологічних зборів.
У вересні 2006 року Green Day співпрацювали з U2 і продюсером Ріком Рабіном, записуючи кавер на пісню The Saints Are Coming, записану вперше гуртом The Skids, і кліп на неї. Ця пісня записана для Music Rising, організації, яка збирає кошти на музичні інструменти, загублені під час урагану Катріна, і щоб нагадати про річницю катастрофи.
У грудні 2006 року Green Day і Natural Resources Defense Council відкрили вебсайт, щоб привернути увагу до залежності Америки від нафти.
Green Day випустили кавер на пісню Джона Леннона Working Class Hero, яка була в альбомі Instant Karma: The Amnesty International Campaign to Save Darfur. Гурто виступив з цією піснею в кінці сезону American Idol. Пісня була номінована на Греммі у 2008 році, але програла пісні Icky Thump гурту The White Stripes.
Того літа гурт з'явився в епізодичній ролі у фільмі Сімпсони в кіно, де грали головну тему серіалу. Їхня версія цієї пісні вийшла як сингл 24 червня 2007 року. 

## Активізм
У 2025 році на концерті у Мельбурні Біллі Джо  викририкнув емоційно ви крикнув  у натовпі фанів: «Чи хотіли щоб Ілон Маск стулив свою пельку ?Чи не хотіли щоб Дональд Трамп стулив  свою пельку?» Далі він змінив рядки своєї пісні згадавши війну у України : «чи я відсталий чи просто я про Джей Ді Венс?»— «Ми просто діти війни і миру від України до середнього заходу».

## Учасники гурту

### Поточні
- Біллі Джо Армстронг — вокал, соло-гітара й ритм-гітара (1987–сьогодні)
- Майк Дернт — бас, бек-вокал (1987–сьогодні)
- Тре Кул — ударні, перкусії, бек-вокал (1990–сьогодні)

### Додаткові
- Джейсон Фріз — клавішні, фортепіано, акустична гітара, тромбон, саксофон, акордеон, бек-вокал (2003–сьогодні)
- Джейсон Вайт — соло-гітара й ритм-гітара, бек-вокал (1999–сьогодні)
- Майк Пеліно — ритм-гітара, бек-вокал (2004–сьогодні)[48]
- Ронні Блейк — труба, літаври, перкусії, бек-вокал (2004–сьогодні)

### Колишні
- Джон Кіфмеєр — ударні, перкусії, бек-вокал (1987—1990)

### Колишні концертні музиканти
- Гебріел МакНейр — тромбон, тенор-саксофон (1999—2001)
- Гарт Шультц — тромбон, труба (1997—1999)
- Курт Лохміллєр — труба, литаври, перкусії, вокал (1999—2004)

### Альбомні
- Гебріел МакНейр — тромбон в альбомі Nimrod (1997)
- Петра Аден — скрипка в альбомі Nimrod (1997)
- Роб Кавалло — фортепіано в альбомі American Idiot (2004)
- Стівен Бредлі — труба в альбомі Warning (2000) і Nimrod (1997)

## Дискографія

### Студійні альбоми
- 1990 — «39/Smooth»
- 1992 — «Kerplunk»
- 1994 — «Dookie»
- 1995 — «Insomniac»
- 1997 — «Nimrod»
- 2000 — «Warning»
- 2004 — «American Idiot»
- 2009 — «21th Century Breakdown»
- 2012 — «¡Uno!»
- 2012 — «¡Dos!»
- 2012 — «¡Tré!»
- 2016 — «Revolution radio»
- 2020 — «Father of All Motherfuckers»
- 2024 — «Saviors»